# Messico (stato federato)
Lo Stato libero e sovrano del Messico, detto anche solo Stato del Messico, è uno degli stati confederati appartenente all'omonima repubblica federale. La sua capitale è Toluca.

## Geografia
Confina da nord con Querétaro e Hidalgo, con Città del Messico, Michoacán, Guerrero, Morelos, Puebla e Tlaxcala.
È il più popoloso dei 31 Stati federati.

## Storia
La regione è stata abitata dal 35.000 a.C. da uomini primitivi che, come le altre future popolazioni americane, attraversarono lo Stretto di Bering provenendo dall'Asia. Questi uomini e queste donne erano nomadi, cacciavano animali di grandi dimensioni come i mammut e raccoglievano frutta, a quanto testimoniano i ritrovamenti archeologici. Una delle scoperte più significative di arte primitiva in America fu fatta in questa regione, l'osso sacro di Tequixquiac, che riflette il senso ideologico che l'artista ha scolpito nel 22.000 a.C. .
Nel febbraio del 1947, sulle rive del lago di Texcoco, è stato rinvenuto il cosiddetto uomo di Tepex, uno scheletro di homo sapiens, risalente ad un periodo compreso tra 4.900 e 4.500 anni fa.
Quando si affermò la prima forma di governo nella regione, l'altepetl di Cuauhtitlán alla fine dell'ottavo secolo, stava per essere abbandonata la città di Teotihuacan. Lo spopolamento di questo centro di potere, l'ordine sociale delle tribù regionale passato da teocratico a militarista, contribuirono alla sua decadenza. Infine, l'area finì sotto il dominio tolteca. Oltre a combattere, i Toltechi (abitanti di Tula) erano molto competenti nel lavoro manuale e nelle attività artistiche. Altre città seguirono l'esempio e assimilarono la lingua nahuatl. Pertanto, la cultura tolteca divenne il modello seguito dalle società più sofisticate del Messico centrale.
Più tardi Tula è decaduta, sotto la pressione di tribù chichimecamime, che riconquistarono questa regione, lasciarono la vita nomade e le poche città fondate, impararono gli stili di vita, la lingua, e le occupazioni artistiche dei Toltechi. I nuovi arrivati crearono dei grandi centri urbani e religiosi, come Tenayuca, Tetzcuco, Azcapotzalco, Chalco e Amaquemecan, e molti altri. Tuttavia, alcune persone conservarono la loro lingua e i loro costumi, come è il caso degli abitanti della Valle Matlatzincas Toluca e di quelli al confine con Purempecha o Tarasco, la zona sudoccidentale del Ocuilteco (confine con lo Stato di Morelos), Mazahuas occidentale (confine con lo Stato di Michihuacán). Non si lasciarono influenzare anche gli Otomi del nord e del nord-est (confine con lo Stato di Hidalgo).
La zona passò sotto il controllo dell'Impero azteco e più tardi, durante la conquista, i Mexica fondarono la comunità di Tolluca, che più tardi, nel 1577, sarebbe stata dichiarata una città. Le missioni evangelizzatrici che giunsero nell'antico territorio dell'odierno Stato erano formate da francescani, agostiniani e domenicani. Una delle entità politiche integrate era l'Impero Chalca, composto da quattro signorie i cui nomi erano: Chalco-Amaquemecan, Iztlacozuahcan-Amaquemecan, Tenanco Texopalco Tepopoyan e Tzacualtitlán-Tenanco-Amaquemecan

## Società

### Evoluzione demografica
Abitanti censiti (in migliaia)

### Suddivisione amministrativa
Lo Stato del Messico è suddiviso in 125 comuni.
|     | Comune                      | Capoluogo                                | Data di creazione | Popolazione (2015) | Area (km²) |
| --- | --------------------------- | ---------------------------------------- | ----------------- | ------------------ | ---------- |
| 001 | Acambay                     | Acambay                                  | 1824              | 66 034             | 464,47     |
| 002 | Acolman                     | Acolman de Nezahualcóyotl                | 152 506           | 83,95              |            |
| 003 | Aculco                      | Aculco de Espinoza                       | 1825              | 49 026             | 453,26     |
| 004 | Almoloya de Alquisiras      | Almoloya de Alquisiras                   | 14 846            | 182,65             |            |
| 005 | Almoloya de Juárez          | Villa de Almoloya de Juárez              | 1825              | 176 237            | 485,21     |
| 006 | Almoloya del Río            | Almoloya del Río                         | 1847              | 11 126             | 16,53      |
| 007 | Amanalco                    | Amanalco de Becerra                      | 1826              | 24 669             | 222,27     |
| 008 | Amatepec                    | Amatepec                                 | 1826              | 26 610             | 638,55     |
| 009 | Amecameca                   | Amecameca de Juárez                      | 1826              | 50 904             | 189,48     |
| 010 | Apaxco                      | Apaxco de Ocampo                         | 1870              | 29 347             | 75,73      |
| 011 | Atenco                      | San Salvador Atenco                      | 1820              | 62 392             | 83,80      |
| 012 | Atizapán                    | Santa Cruz Atizapán                      | 1870              | 11 875             | 6,92       |
| 013 | Atizapán de Zaragoza        | Ciudad López Mateos                      | 1874              | 523 296            | 91,07      |
| 014 | Atlacomulco                 | Atlacomulco de Fabela                    | 1823              | 100 675            | 267,89     |
| 015 | Atlautla                    | Atlautla de Victoria                     | 1874              | 30 945             | 162,06     |
| 016 | Axapusco                    | Axapusco                                 |                   | 27 709             |            |
| 017 | Ayapango                    | Ayapango de Gabriel Ramos M.             |                   | 9 863              |            |
| 018 | Calimaya                    | Calimaya de Díaz González                |                   | 56 574             |            |
| 019 | Capulhuac                   | Capulhuac de Mirafuentes                 |                   | 35 495             |            |
| 020 | Coacalco de Berriozábal     | San Francisco Coacalco                   |                   | 284 462            |            |
| 021 | Coatepec Harinas            | Coatepec Harinas                         |                   | 39 897             |            |
| 022 | Cocotitlán                  | Cocotitlán                               |                   | 14 414             |            |
| 023 | Coyotepec                   | Coyotepec                                |                   | 41 810             |            |
| 024 | Cuautitlán                  | Cuautitlán                               |                   | 149 550            |            |
| 025 | Chalco                      | Chalco de Díaz Covarrubias               |                   | 343 701            |            |
| 026 | Chapa de Mota               | Chapa de Mota                            |                   | 28 289             |            |
| 027 | Chapultepec                 | Chapultepec                              |                   | 11 764             |            |
| 028 | Chiautla                    | Chiautla                                 |                   | 29 159             |            |
| 029 | Chicoloapan                 | Chicoloapan de Juárez                    |                   | 204 107            |            |
| 030 | Chiconcuac                  | Chiconcuac de Juárez                     |                   | 25 543             |            |
| 031 | Chimalhuacán                | Chimalhuacán                             |                   | 679 811            |            |
| 032 | Donato Guerra               | Villa Donato Guerra                      |                   | 34 000             |            |
| 033 | Ecatepec de Morelos         | San Cristóbal Ecatepec                   | 1877              | 1 677 678          | 160,17     |
| 034 | Ecatzingo                   | Ecatzingo de Hidalgo                     |                   | 9 414              |            |
| 035 | Huehuetoca                  | Huehuetoca                               |                   | 128 486            |            |
| 036 | Hueypoxtla                  | Hueypoxtla                               |                   | 43 784             |            |
| 037 | Huixquilucan                | Huixquilucan de Degollado                |                   | 267 858            |            |
| 038 | Isidro Fabela               | Tlazala de Fabela                        |                   | 11 726             |            |
| 039 | Ixtapaluca                  | Ixtapaluca                               |                   | 495 563            |            |
| 040 | Ixtapan de la Sal           | Ixtapan de la Sal                        |                   | 35 552             |            |
| 041 | Ixtapan del Oro             | Ixtapan del Oro                          |                   | 6 791              |            |
| 042 | Ixtlahuaca                  | Ixtlahuaca de Rayón                      |                   | 153 184            |            |
| 043 | Xalatlaco                   | Xalatlaco                                |                   | 29 572             |            |
| 044 | Jaltenco                    | Jaltenco                                 |                   | 27 825             |            |
| 045 | Jilotepec                   | Jilotepec de Molina Enríquez             |                   | 87 927             |            |
| 046 | Jilotzingo                  | Santa Ana Jilotzingo                     |                   | 19 013             |            |
| 047 | Jiquipilco                  | Jiquipilco                               |                   | 74 314             | 276,5      |
| 048 | Jocotitlán                  | Jocotitlán                               |                   | 65 291             |            |
| 049 | Joquicingo                  | Joquicingo de León Guzmán                |                   | 13 857             |            |
| 050 | Juchitepec                  | Juchitepec de Mariano Rivapalacio        |                   | 25 436             |            |
| 051 | Lerma                       | Lerma de Villada                         |                   | 146 654            |            |
| 052 | Malinalco                   | Malinalco                                |                   | 27 482             |            |
| 053 | Melchor Ocampo              | Melchor Ocampo                           |                   | 57 152             |            |
| 054 | Metepec                     | Metepec                                  |                   | 227 827            |            |
| 055 | Mexicaltzingo               | San Mateo Mexicaltzingo                  |                   | 12 796             |            |
| 056 | Morelos                     | San Bartolo Morelos                      |                   | 29 862             | 222,76     |
| 057 | Naucalpan de Juárez         | Naucalpan de Juárez                      |                   | 844 219            |            |
| 058 | Nezahualcóyotl              | Nezahualcóyotl                           |                   | 39 666             |            |
| 059 | Nextlalpan                  | Santa Ana Nextlalpan                     |                   | 1 039 867          |            |
| 060 | Nicolás Romero              | Villa Nicolás Romero                     |                   | 410 118            |            |
| 061 | Nopaltepec                  | Nopaltepec                               |                   | 8 960              |            |
| 062 | Ocoyoacac                   | Ocoyoacac                                |                   | 66 190             |            |
| 063 | Ocuilan                     | Ocuilan de Arteaga                       |                   | 34 485             |            |
| 064 | El Oro                      | El Oro de Hidalgo                        |                   | 37 343             |            |
| 065 | Otumba                      | Otumba de Gómez Farías                   |                   | 35 274             |            |
| 066 | Otzoloapan                  | Otzoloapan                               |                   | 3 872              |            |
| 067 | Otzolotepec                 | Villa Cuauhtémoc                         |                   | 84 519             |            |
| 068 | Ozumba                      | Ozumba de Alzate                         |                   | 29 114             |            |
| 069 | Papalotla                   | Papalotla                                |                   | 3 963              |            |
| 070 | La Paz                      | Los Reyes Acaquilpan                     |                   | 293 725            |            |
| 071 | Polotitlán                  | Polotitlán de la Ilustración             |                   | 13 851             |            |
| 072 | Rayón                       | Santa María Rayón                        |                   | 13 261             |            |
| 073 | San Antonio la Isla         | San Antonio la Isla                      |                   | 27 230             |            |
| 074 | San Felipe del Progreso     | San Felipe del Progreso                  |                   | 134 143            |            |
| 075 | San Martín de las Pirámides | San Martín de las Pirámides              |                   | 26 960             |            |
| 076 | San Mateo Atenco            | San Mateo Atenco                         |                   | 75 511             |            |
| 077 | San Simón de Guerrero       | San Simón de Guerrero                    |                   | 6 010              |            |
| 078 | Santo Tomás                 | Santo Tomás de los Plátanos              |                   | 9 682              |            |
| 079 | Soyaniquilpan de Juárez     | San Francisco Soyaniquilpan              |                   | 13 290             |            |
| 080 | Sultepec                    | Sultepec de Pedro Ascencio de Alquisiras |                   | 26 832             |            |
| 081 | Tecámac                     | Tecámac de Felipe Villanueva             |                   | 446 008            |            |
| 082 | Tejupilco                   | Tejupilco                                |                   | 77 799             |            |
| 083 | Temamatla                   | Temamatla                                |                   | 12 984             |            |
| 084 | Temascalapa                 | Temascalapa                              |                   | 38 622             |            |
| 085 | Temascalcingo               | Temascalcingo de José María Velasco      |                   | 63 721             |            |
| 086 | Temascaltepec               | Temascaltepec de González                |                   | 31 631             |            |
| 087 | Temoaya                     | Temoaya                                  |                   | 103 834            |            |
| 088 | Tenancingo                  | Tenancingo de Degollado                  | 1820              | 97 891             | 258,74     |
| 089 | Tenango del Aire            | Tenango del Aire                         |                   | 12 470             |            |
| 090 | Tenango del Valle           | Tenango de Arista                        |                   | 86 380             |            |
| 091 | Teoloyucan                  | Teoloyucan                               |                   | 66 518             |            |
| 092 | San Juan Teotihuacan        | Teotihuacan de Arista                    |                   | 56 993             |            |
| 093 | Tepetlaoxtoc                | Tepetlaoxtoc de Hidalgo                  |                   | 30 680             |            |
| 094 | Tepetlixpa                  | Tepetlixpa                               |                   | 19 843             |            |
| 095 | Tepotzotlán                 | Tepotzotlán                              |                   | 94 198             |            |
| 096 | Tequixquiac                 | Santiago Tequixquiac                     |                   | 36 902             |            |
| 097 | Texcaltitlán                | Texcaltitlán                             |                   | 19 206             |            |
| 098 | Texcalyacac                 | San Mateo Texcalyacac                    |                   | 5 246              |            |
| 099 | Texcoco                     | Texcoco de Mora                          |                   | 240 749            |            |
| 100 | Tezoyuca                    | Tezoyuca                                 |                   | 41 333             |            |
| 101 | Tianguistenco               | Santiago Tianguistenco de Galeana        |                   |                    |            |
| 102 | Timilpan                    | San Andrés Timilpan                      |                   |                    |            |
| 103 | Tlalmanalco                 | Tlalmanalco de Velázquez                 |                   |                    |            |
| 104 | Tlalnepantla de Baz         | Tlalnepantla de Baz                      |                   |                    |            |
| 105 | Tlatlaya                    | Tlatlaya                                 |                   |                    |            |
| 106 | Toluca                      | Toluca de Lerdo                          |                   |                    |            |
| 107 | Tonatico                    | Tonatico                                 |                   |                    |            |
| 108 | Tultepec                    | Tultepec                                 |                   |                    |            |
| 109 | Tultitlán                   | Tultilán de Mariano Escobedo             |                   |                    |            |
| 110 | Valle de Bravo              | Valle de Bravo                           |                   |                    |            |
| 111 | Villa de Allende            | San José Villa de Allende                |                   |                    |            |
| 112 | Villa del Carbón            | Villa del Carbón                         |                   |                    |            |
| 113 | Villa Guerrero              | Villa Guerrero                           |                   |                    |            |
| 114 | Villa Victoria              | Villa Victoria                           |                   |                    |            |
| 115 | Xonacatlán                  | Xonacatlán                               |                   |                    |            |
| 116 | Zacazonapan                 | Zacazonapan                              |                   |                    |            |
| 117 | Zacualpan                   | Real de Minas Zacualpan                  |                   |                    |            |
| 118 | Zinacantepec                | San Miguel Zinacantepec                  |                   |                    |            |
| 119 | Zumpahuacán                 | Zumpahuacán                              |                   |                    |            |
| 120 | Zumpango                    | Zumpango de Ocampo                       |                   |                    |            |
| 121 | Cuautitlán Izcalli          | Cuautitlán Izcalli                       |                   |                    |            |
| 122 | Valle de Chalco Solidaridad | Xico                                     |                   |                    |            |
| 123 | Luvianos                    | Villa Luvianos                           | 2002              | 27 860             | 702,13     |
| 124 | San José del Rincón         | San José del Rincón                      |                   |                    |            |
| 125 | Tonanitla                   | Santa María Tonanitla                    |                   |                    |            |